# Siruma
Siruma é um município de  quarta classe de renda municipal (d) na província Camarines Sul, nas Filipinas. De acordo com o censo de 1 de maio  de  2020 possui uma população de 19 419 pessoas e 4 262 domicílios.